# Adonisedek

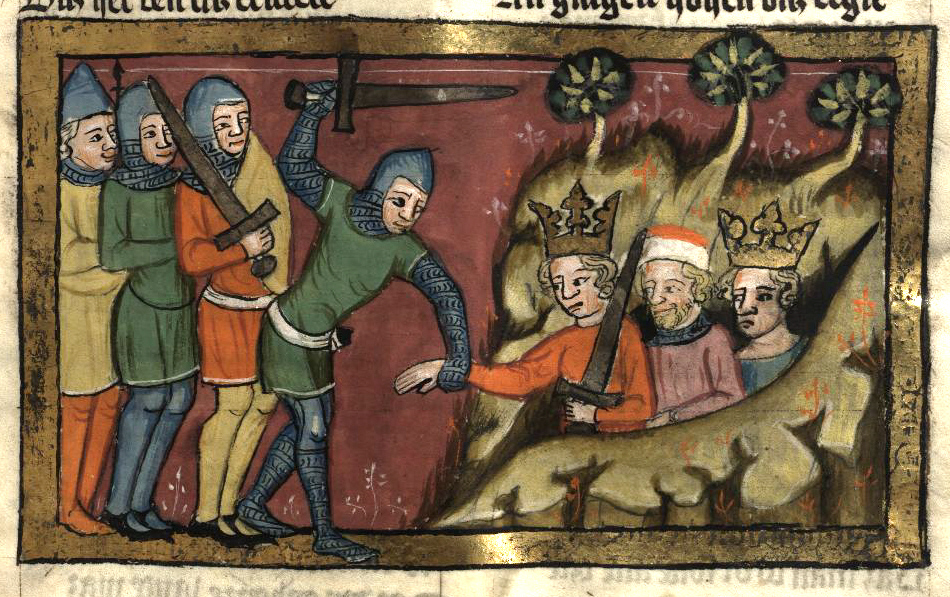
Królowie wyprowadzani z jaskini, ilustracja z XIV w.

Adonisedek – postać biblijna z Księgi Jozuego, amorycki król Jerozolimy.
Był inicjatorem koalicji z królami Hebronu, Jarmutu, Lakisz i Eglonu przeciw miastu Gibeon, które to zawarło przymierze z Izraelitami. Po przegranej bitwie z wojskami Jozuego pod Gibeonem Adonisedek wraz z pozostałymi królami schronił się w jaskini obok Makkedy, gdzie zostali uwięzieni przez Izraelitów do czasu całkowitego pokonania niedobitków z ich armii. Następnie królów wyprowadzono z jaskini, publicznie upokorzono i zabito, a trupy powieszono na drzewach. 
Z rozkazu Jozuego ciało Adonisedeka spoczęło w jaskini w której wcześniej się ukrywał.